# Peugeot 3008 III
Pour les articles homonymes, voir Peugeot 3008.
La Peugeot 3008 III est un SUV compact du constructeur automobile français Peugeot, produite depuis 2023, avec sa version agrandie Peugeot 5008 III (7 places) de 2024.

## Présentation
Le nom de code du projet en interne est P64.
À la suite de la diffusion sur le web d'images de l'habitacle de la nouvelle génération de 3008, Peugeot dévoile en juin 2023 des images de l'intérieur, puis de l'extérieur de la e-3008 le 8 septembre 2023.
La 3e génération de Peugeot 3008, conçue et fabriquée en France, est présentée officiellement le 12 septembre 2023, et est commercialisée en janvier 2024.
Le SUV permet une conduite semi-autonome avec des aides à la conduite telles que le changement de voie semi-automatique, l'alerte de trafic transversal ou encore la surveillance d'angle mort à longue portée.
La version électrique reçoit notamment un planificateur d'itinéraire nommé EV Trip Planner.

### Design
Concernant l'extérieur, la nouvelle génération de 3008 se distingue de la précédente par sa lunette arrière fastback inclinée et la nouvelle identité de la marque sur la face avant.

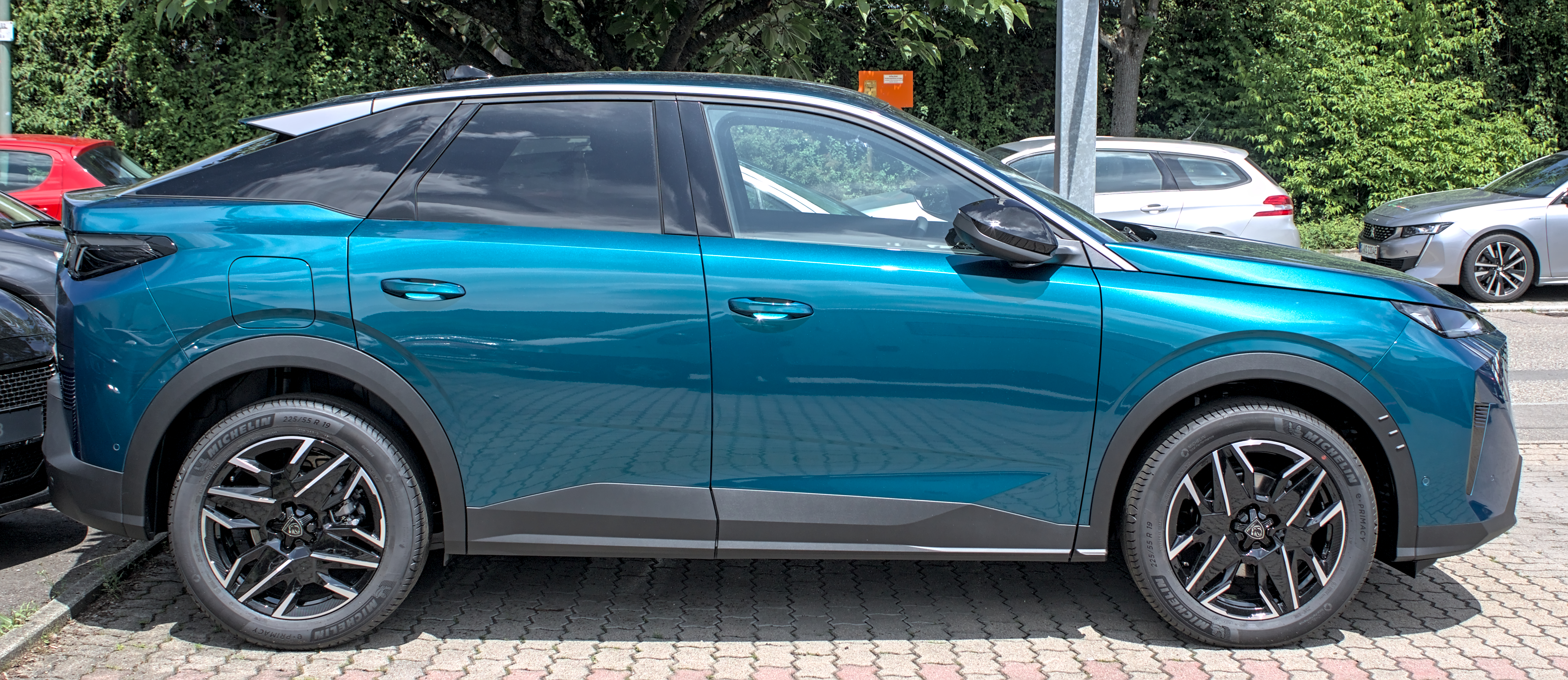
Profil fastback.
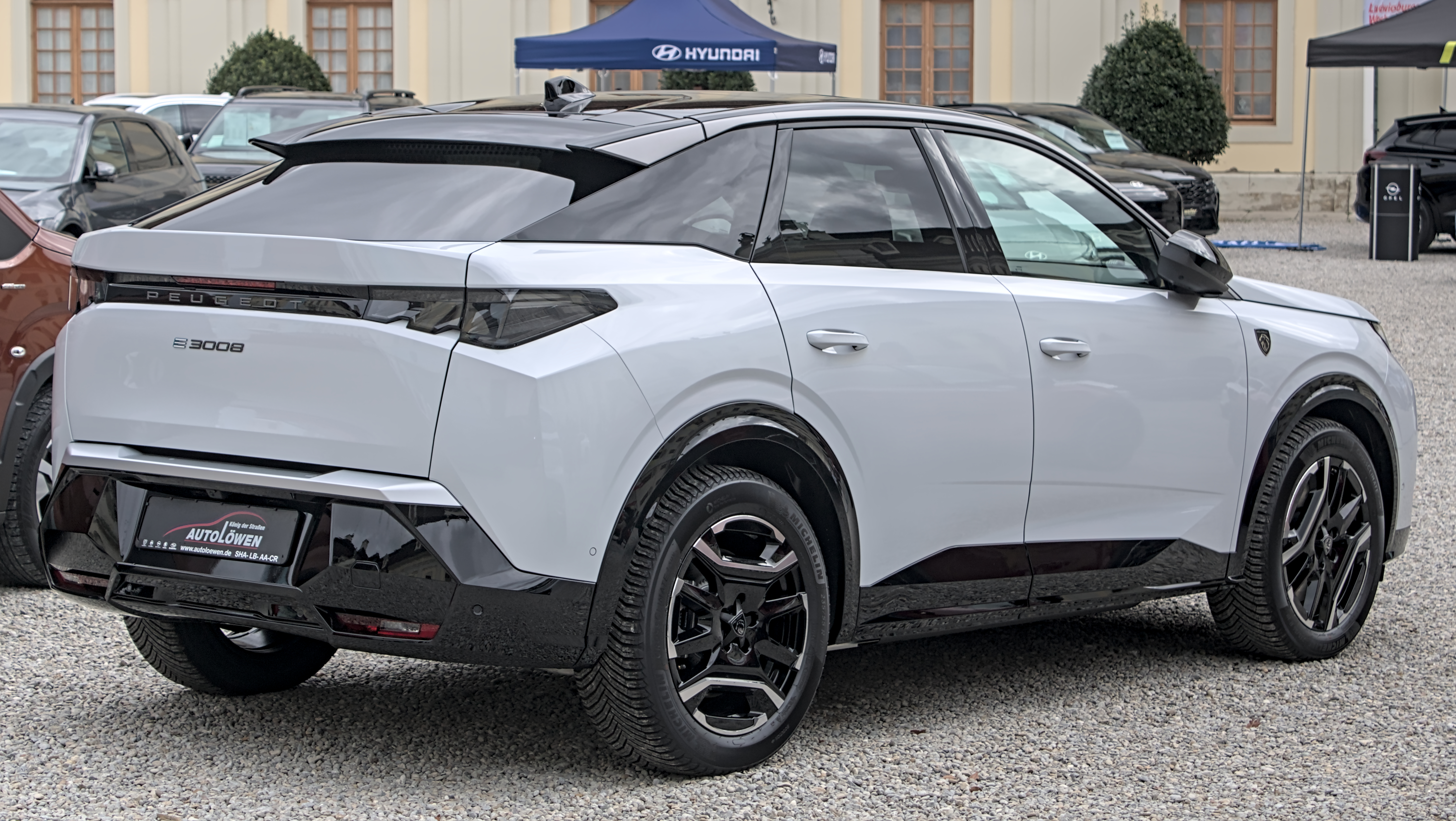
Vue de 3/4 arrière.

Le SUV inaugure une nouvelle itération du tableau de bord « Panoramic i-Cockpit » avec un écran panoramique incurvé de 21 pouces souligné par un éclairage d'ambiance. Le petit volant, redessiné, est reconduit avec le nouveau logo Peugeot,.
La 3008 III dispose en outre d'un nouveau système d'infotainment « i-Connect Advanced ». Des prises USB-C, un système audio Premium Focal, un toit ouvrant panoramique et un chargeur sans fil sont également disponibles. Les sièges chauffants, massants et ventilés sur certaines versions sont certifiés AGR.

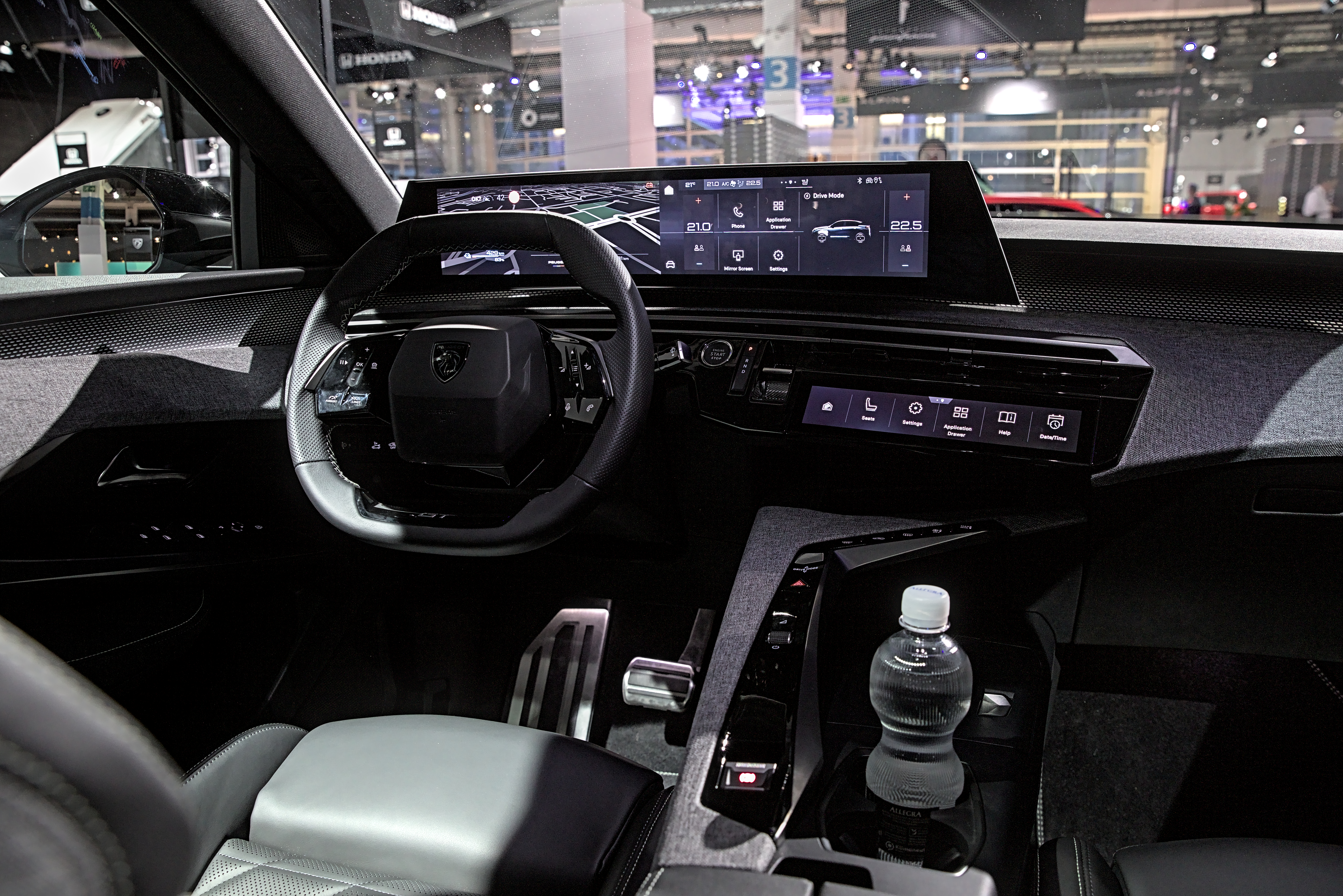
Panoramic i-Cockpit.

## Caractéristiques techniques
La 3008 est le premier véhicule de série à être construit sur la plate-forme technique modulaire native électrique STLA Medium (une évolution de la EMP2). C'est le premier modèle du groupe Stellantis à en disposer.
Les batteries des versions électrique à traction sont fournies par FinDreams, une filiale du constructeur automobile chinois BYD,. Dès 2025, les versions les plus performantes auront des batteries fabriquées à Billy-Berclau par Automotive Cells Company, une co-entreprise entre Stellantis, Mercedes-Benz et TotalEnergies.

### Motorisations

#### Phase 1
Le nouveau 3008 dispose d'une motorisation PSA Hybrid, d'une motorisation hybride rechargeable et de 3 motorisations 100 % électriques.
Les boîtes de vitesses automatiques sont fournies par l'équipementier belge Punch Powertrain.

##### Hybride (MHEV)
Cette nouvelle génération reçoit une motorisation hybride (MHEV, micro-hybridation de 48 V). Cette motorisation est reprise de la génération Peugeot 3008 II précédente. Elle réunit le 1.2 PureTech de 3ème génération (EB Gen3) équipé d'une chaîne de distribution, et un moteur électrique. Elle est équipée d'une boîte automatique (e-DCS6) à double embrayage. Le tout développe une puissance de 145 chevaux. Selon Peugeot, cette version permet de « rouler plus de 50 % du temps en mode 100% électrique en circulation urbaine ».

##### Hybride rechargeable (PHEV)
Peugeot propose également un bloc hybride rechargeable (PHEV) de 195 chevaux. Il réunit le 4-cylindres turbo essence 1.6 PureTech de 150 chevaux et un moteur électrique. Ce bloc motopropulseur est associé à une boîte automatique 7 rapports (e-DCS7).

##### Électrique
Le 3008 III est la première génération à être déclinée en une version 100 % électrique, dénommée E-3008.
Peugeot propose 2 packs batteries et 3 motorisations :
- 210 chevaux et batterie de 73 kWh en traction (autonomie de 525 km) ;
- 230 chevaux et batterie de 98 kWh en traction (autonomie de 700 km) ;
- 320 chevaux (deux moteurs) et batterie de 73 kWh en transmission intégrale (autonomie de 525 km).

Selon Peugeot, il est possible de recharger le véhicule en 10 minutes pour apporter 100 km d'autonomie électrique.
Cette version électrique est dotée de la fonctionnalité de charge bidirectionnelle, dite V2L Vehicle-to-Load, permettant de brancher des appareils électriques extérieurs.

##### Caractéristiques par motorisation
Hybrides et hybrides rechargeables :
| Moteur                     | Hybride rechargeable 195 ch : essence 4-cylindres 1.6 PureTech 150 ch (type EP6) + électrique | Hybride : essence 3-cylindres (type EB Gen 3) + électrique |
| Alimentation               | Turbocompressé                                                                                | Turbocompressé                                             |
| Cylindrée (cm3)            | 1 598                                                                                         | 1 199                                                      |
| Puissance maximale ch (kW) | 195 (144)                                                                                     | 145 (107)                                                  |
| au régime de (tr/min)      | 5 500                                                                                         | 5 500                                                      |
| Couple maximal (N m)       | 300                                                                                           | 230                                                        |
| au régime de (tr/min)      | 2 200                                                                                         | 1 750                                                      |
| Boîte de vitesses          | E-DCS7                                                                                        | E-DCS6                                                     |
| Transmission               | Traction                                                                                      | Traction                                                   |
| Vitesse maximale (km/h)    | 220                                                                                           | 206                                                        |
| 0-100 km/h (s)             | 7,8                                                                                           | 8,3                                                        |
| Consommation (L/100 km)    | 0,9                                                                                           | 4,9                                                        |
| Émissions de CO2 (g/km)    | 19                                                                                            | 111                                                        |
| Capacité du réservoir (L)  | 55                                                                                            | 44                                                         |
| Masse à vide (kg)          | 1 980                                                                                         | 1 372                                                      |
| Norme environnementale     | Euro 6d Temp                                                                                  | Euro 6d Temp                                               |

Electriques :
|                                            | E-3008 210ch    | E-3008 320ch    | E-3008 230ch Grande Autonomie |
| ------------------------------------------ | --------------- | --------------- | ----------------------------- |
| Puissance moteur                           | 157 kW          | 240 kW          | 170 kW                        |
| Puissance maximale                         | 210 ch          | 320 ch          | 230 ch                        |
| Couple maximum                             | 345 N m         | 345 N m         | 343 N m                       |
| Capacité de la batterie                    | 73 kWh          | 73 kWh          | 97 kWh                        |
| Temps de recharge sur une borne 100 kW     | 30 minutes      | 30 minutes      | 35 minutes                    |
| Temps de recharge sur une Wallbox 11 kW    | 4 heures 50     | 4 heures 50     | 5 heures 30                   |
| Temps de recharge sur une prise domestique | 11 heures       | 11 heures       | 16 heures                     |
| Charge bidirectionnelle V2L                | 3 kW            | 3 kW            | 3 kW                          |
| Autonomie (cycle WLTP)                     | 529 km          | 500 km          | 700 km                        |
| Poids                                      | 2 183 kg        | 2 183 kg        | 2 241 kg                      |
| Vitesse maximale                           | 170 km/h        | 170 km/h        | 170 km/h                      |
| 0 à 100 km/h                               | 8,8 s           | 8,4 s           | 8,7 s                         |
| Consommation                               | 16,7 kWh/100 km | 17,5 kWh/100 km | 16,7 kWh/100 km               |

## Finitions et tarifs
Fin 2024, deux finitions sont disponibles à l'achat :
- Allure : Jantes alliage diamantées 19", Visio Park 1, Accès et démarrage mains libres, Double écran HD….
- GT : Allure + Jantes alliage diamantées 20", Projecteurs Pixel LED, Écran panoramique 21", Éclairage d'ambiance, Hayon électrique mains libres, Design couleur bi-ton étendu, Sièges en alcantara…

|                                  | Allure   | GT       |
| -------------------------------- | -------- | -------- |
| 1.2 Hybrid 136 ch e-DCS6         | 35 730 € | 40 140 € |
| 1.6 PHEV 195 ch e-DCS7           | 40 990 € | 45 490 € |
| e-3008 210 ch Autonomie Standard | 44 990 € | 46 990 € |
| e-3008 230 ch Grande Autonomie   | 46 990 € | 51 490 € |

La version électrique Autonomie Standard est éligible au bonus écologique 2024 avec les finitions Allure et GT.

## Distinctions
Le Peugeot 3008 III a été élu « Voiture de l’année 2024 » aux Trophées de L'Argus.